# 辛德尔斯多夫
辛德尔斯多夫是德国巴伐利亚州的一个市镇。总面积17.50平方公里，总人口1058人，其中男性521人，女性537人（2011年12月31日），人口密度60人/平方公里。